# 카라쿠리호
카라쿠리호(카라쿨 호, Karakul, 키르기스어로 “검은 호수”를 뜻함, 위구르어: Қаракол)는 중국 신장 웨이우얼 자치구의 카스에서 약 200 km 정도 떨어진 곳에 위치하며, 카라코람 고속도로를 따라 타스코르간(Tashkurgan)으로 가는 길에 존재한다. 타스코르간은 중국과 파키스탄의 국경인 쿤자랍 고개(Kunjerab Pass)를 지나기 전의 마지막 도시이다.

## 개요
이 호수의 고도는 해발 3600m에 이르며, 파미르고원의 가장 높은 호수이다. 이 호수는 마즈타가타 산(7545m), 콩구르타그 산(7649m)과 콩구르튜베 산(7530미터)과 같이 3개의 높은 산으로 둘러싸여 있으며, 이 산들의 꼭대기는 1년 내내 만년설로 덮여 있다. 이 호수의 물은 검푸른 색에서부터 하늘색에 이르는 다양한 색깔을 띠고 있어 더없이 아름답다.
이곳에 접근하는 가장 좋은 방법은 카슈가르에서 타스코르간 사이를 카라코람 고속도로를 이용하여 운행하는 버스를 타는 것이다.

## 갤러리

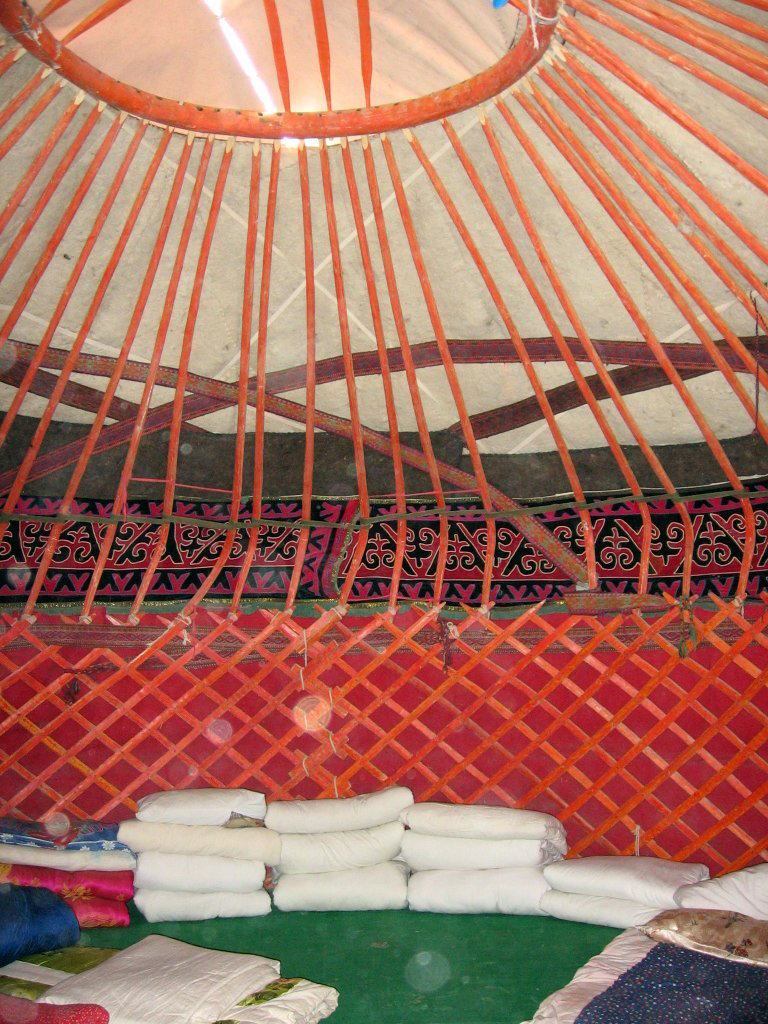
카라쿠리 호수 부근의 유르트
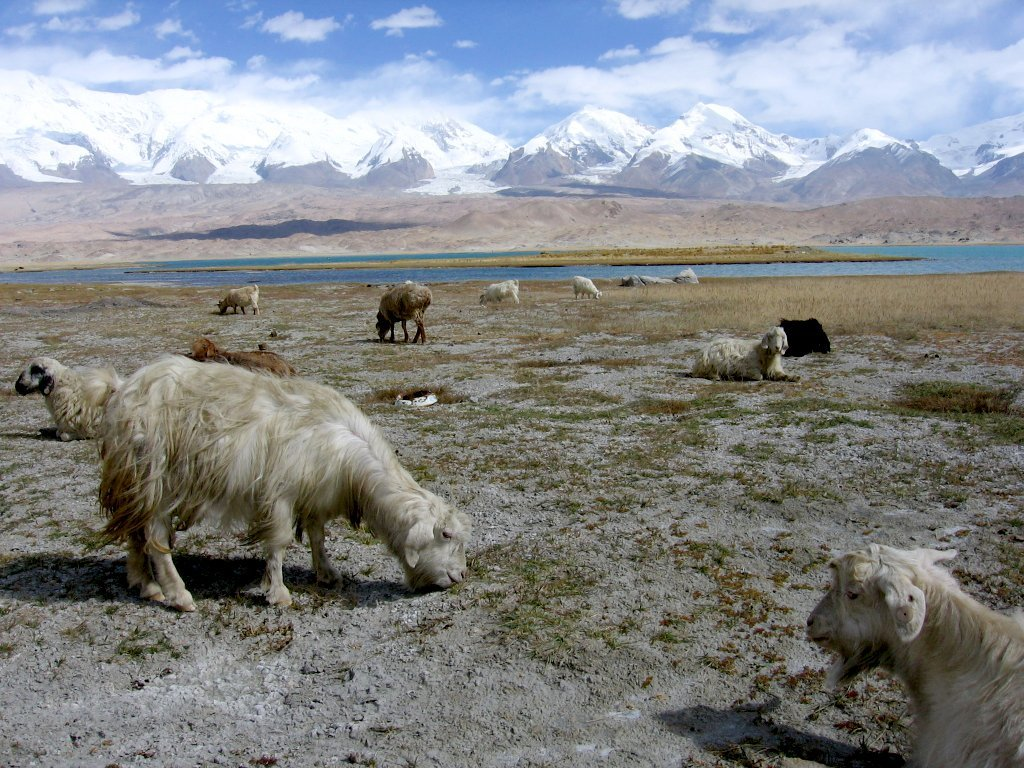
카라쿠리 호수의 카바라
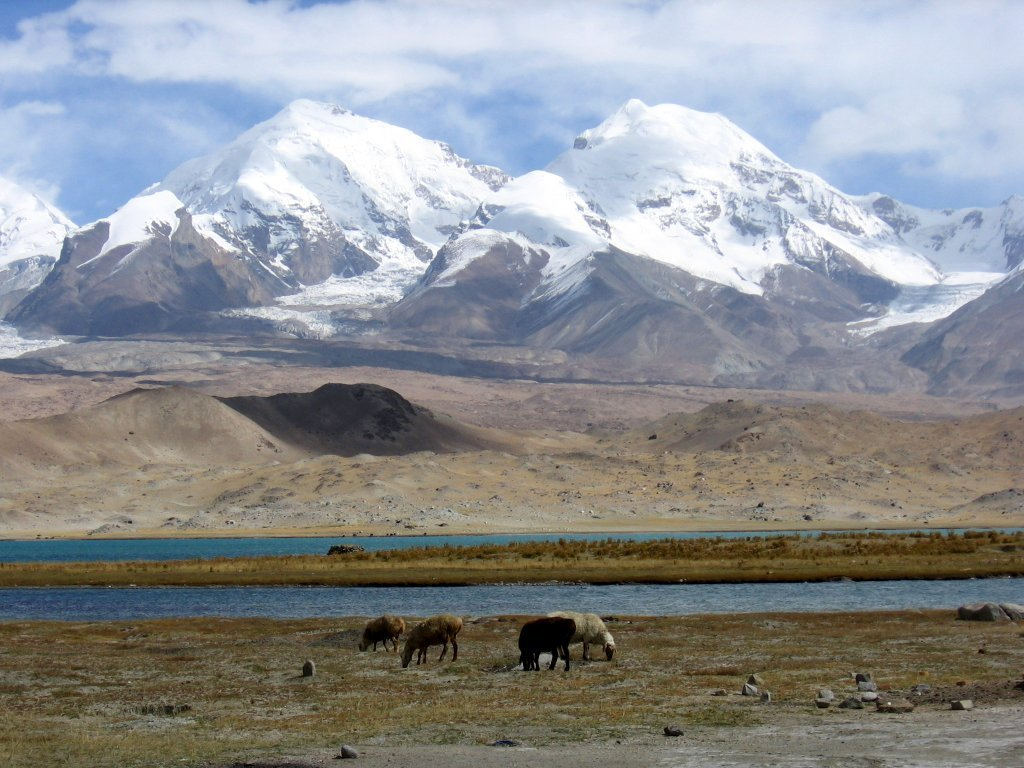
카라쿠리 호수의 풍경
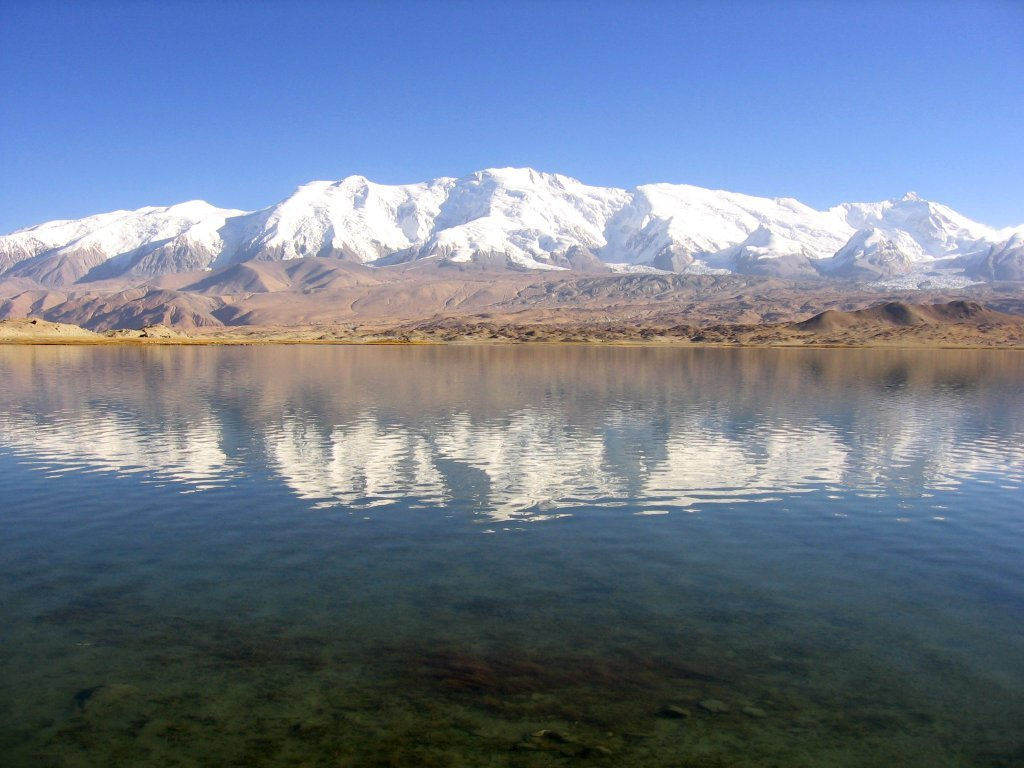
카라쿠리 호수의 콩구르